# Représentations diplomatiques au Canada
Voici les représentations diplomatiques présentes au Canada :

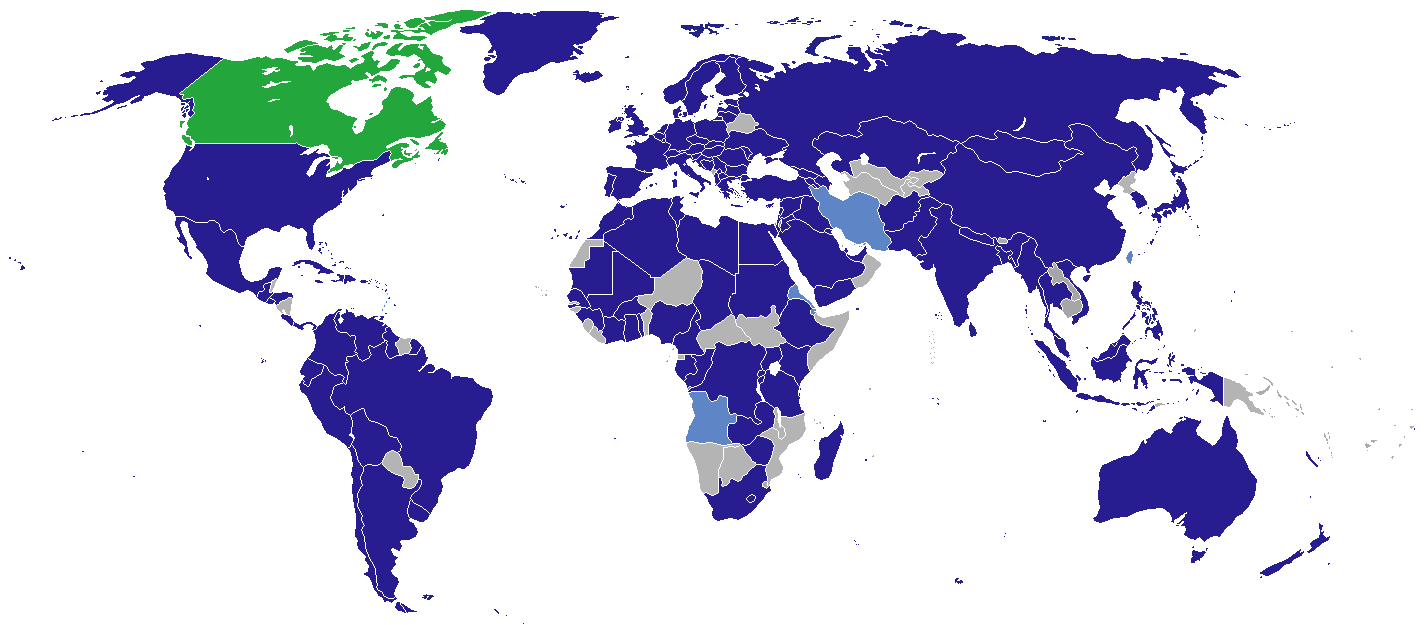
Carte de représentations diplomatiques au Canada

## Ambassades et Hauts commissariats
| - Afghanistan - Afrique du Sud - Albanie - Algérie - Allemagne - Arabie saoudite - Argentine - Arménie - Australie - Autriche - Azerbaïdjan - Bahamas - Bangladesh - Barbade - Belgique - Birmanie - Bolivie - Bosnie-Herzégovine - Brésil - Brunei - Bulgarie - Burkina Faso - Burundi - Cameroun - Chili - Chine - Chypre - Colombie - Corée du Sud - Costa Rica - Côte d'Ivoire - Croatie - Cuba | - Danemark - Égypte - Émirats arabes unis - Équateur - Espagne - Estonie - États-Unis - Éthiopie - Finlande - France - Gabon - Ghana - Géorgie - Grèce - Guatemala - Guinée - Guyana - Haïti - Honduras - Hongrie - Inde - Indonésie - Irak - Irlande - Islande - Israël - Italie - Jamaïque - Japon - Jordanie - Kazakhstan - Kenya - Kosovo | - Koweït - Lettonie - Liban - Lesotho - Libye - Lituanie - Luxembourg - Macédoine du Nord - Madagascar - Malaisie - Mali - Malte - Maroc - Mauritanie - Mexique - Moldavie - Mongolie - Népal - Nigeria - Norvège - Nouvelle-Zélande - Ouganda - Pakistan - Panama - Paraguay - Pays-Bas - Pérou - Philippines - Pologne - Portugal - République démocratique du Congo - République du Congo - République dominicaine | - Qatar - Roumanie - Royaume-Uni - Russie - Rwanda - Saint-Christophe-et-Niévès - Salvador - Sénégal - Serbie - Slovaquie - Slovénie - Somalie - Soudan - Sri Lanka - Suède - Suisse - Tanzanie - Tchad - Tchéquie - Thaïlande - Togo - Trinité-et-Tobago - Tunisie - Turquie - Ukraine - Uruguay - Vatican - Venezuela - Vietnam - Yémen - Zambie - Zimbabwe |

## Missions
- Iran (section d'intérêt)
- Palestine (Délégation de la Palestine)
- Taïwan (Bureau commercial du Canada à Taipei)
- Union européenne (Délégation de l'Union Européenne)

## Consulats généraux et consulats

### Calgary
- Chine
- Colombie
- États-Unis
- Japon
- Mexique (Consulat)
- Philippines
- Royaume-Uni
- Salvador

### Edmonton
- Ukraine

### Halifax
- États-Unis

### Leamington
- Mexique (Consulat)

### Mississauga
- Croatie

### Moncton
- France

### Montréal
| - Algérie - Allemagne - Argentine - Belgique - Brésil - Chili - Colombie - Corée du Sud - Cuba - Égypte - Espagne - États-Unis - France - Grèce - Guatemala - Haïti - Honduras (Consulat) - Hongrie - Israël - Italie | - Japon - Liban - Maroc - Mexique - Norvège - Pakistan - Panama - Pérou - Pologne - Portugal - République dominicaine - Roumanie - Royaume-Uni - Russie - Salvador - Suisse - Tchéquie - Tunisie (Consulat) - Turquie - Uruguay |

### Québec
- États-Unis
- France

### Toronto
| - Afghanistan - Afrique du Sud - Allemagne - Angola - Antigua-et-Barbuda - Argentine - Australie - Bahamas - Bangladesh - Barbade - Brésil - Bulgarie - Chili - Chine - Colombie - Corée du Sud - Cuba - Danemark - Équateur (Consulat) - Érythrée - Espagne - États-Unis - France - Ghana - Grèce - Grenade (Consulat) - Guyana - Hong Kong (Bureau commercial) - Hongrie - Inde - Indonésie - Irlande | - Israël - Italie - Jamaïque (Consulat) - Japon - Kazakhstan (Consulat) - Kosovo - Macédoine du Nord - Malte - Maroc - Mexique - Pakistan - Panama - Pays-Bas - Pérou - Philippines - Pologne - Portugal - République dominicaine - Roumanie - Royaume-Uni - Russie - Saint-Vincent-et-les-Grenadines - Sainte-Lucie - Salvador - Serbie - Sri Lanka - Taïwan (TECRO) - Tchéquie - Trinité-et-Tobago - Turquie - Ukraine - Uruguay |

### Vancouver
| - Afghanistan - Allemagne - Argentine - Australie (Consulat) - Brésil - Chili - Chine - Colombie - Corée du Sud - États-Unis - France - Grèce - Guatemala - Hong Kong (Bureau commercial) - Inde - Indonésie - Irlande - Italie - Japon | - Malaisie - Mexique - Nouvelle-Zélande (Bureau commercial) - Pakistan - Panama - Pays-Bas - Pérou - Philippines - Pologne - Portugal - Roumanie - Royaume-Uni - Salvador - Suisse - Taïwan (TECRO) - Thaïlande - Turquie - Vietnam |

### Winnipeg
- États-Unis (Consulat)
- Islande
- Salvador

## Ambassades accréditées
Situées par défaut à Washington, D.C. à moins que cela ne soit mentionné autrement.
| - Andorre (New York) - Angola - Bahreïn - Belize - Bénin - Bhoutan (New York) - Botswana - Burundi - Cambodge (New York) - Cap-Vert - Comores (New York) - Corée du Nord (New York) - Djibouti - Dominique - Eswatini - Fidji - Gambie - Guinée-Bissau - Guinée équatoriale - Îles Marshall - Kirghizistan - Laos - Liberia | - Malawi - Malte - Maurice - Monténégro - Mozambique - Namibie - Nicaragua - Oman - Ouzbékistan - Papouasie-Nouvelle-Guinée - République centrafricaine - Saint-Vincent-et-les-Grenadines - Sainte-Lucie - Îles Salomon - Samoa (New York) - Sao Tomé-et-Principe - Seychelles (New York) - Sierra Leone - Singapour (New York) - Suriname - Tonga (New York) - Turkménistan |